# 評

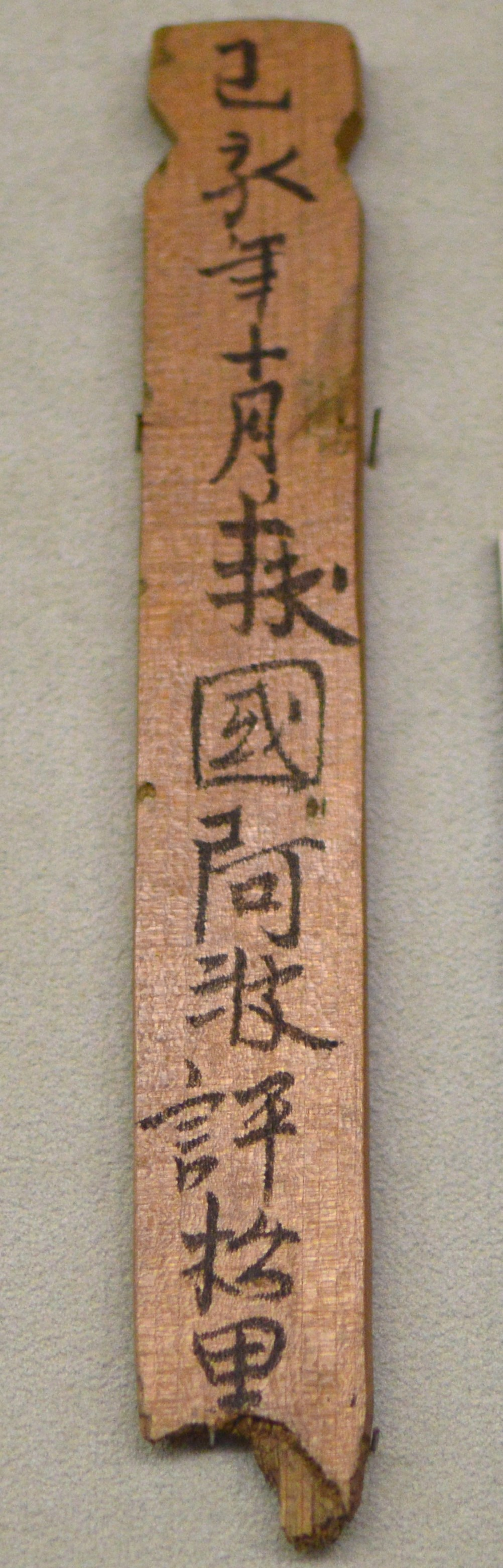
藤原宮跡出土木簡（複製）「上捄国阿波評松里」の表記が見られる。奈良県立橿原考古学研究所附属博物館展示。

評（こおり、ひょう）とは、古代朝鮮および古代日本での行政区域の単位である。日本では7世紀後半までに全国各地で設置されたが、701年以降は「郡」に改められた。
『日本書紀』は大化の改新（645年）の時に郡が成立したと記すが、実際に郡が用いられるのは大宝律令（701年）制定以降であり、それ以前は評を使っていた文書（木簡類）が見つかっている。

## 概要
平安時代に書かれた『皇太神宮儀式帳』に「難波朝天下立評」という文言があり、大化の改新直後の孝徳天皇の時代に「評」という制度が導入されたと記されており、発掘された金石文にも「評」を使っているものがあることから、こうした事実は古くから知られてはいた。
ところが、『日本書紀』には一貫して「郡」と表記されていた。これについて昭和26年（1951年）に井上光貞が大化改新で導入されたのは「評」だったという説を唱え、これに対して坂本太郎が日本書紀の記す「郡」こそが正式な名称で「評」は異字体に過ぎないとしてこれを否定した。この両者による論争は改新の詔の記事の信憑性や『日本書紀』編纂時の修飾説（原典史料の表現を編纂当時の表現に書き改めた部分があるという見解）などと絡んで長い間議論されてきた。
しかし、藤原宮などの発掘によって大宝律令制定以前に書かれた木簡の表現は全て「評」と記されており、逆に「郡」表記のものが存在しないことが明らかとなった。このため、今日では大宝律令制定以前は「評」と表現される地方行政組織が存在したと考えられている。
その後、大宝律令の制定によって「評」は「郡」に改められることになるが、単に名前が変わっただけではなく、その際に統合・分割などの再編成が行われていたとも考えられている。
ただし、史料が少なく、その実態については諸説が分かれている。まず「立評」（評の設置）時期については『常陸国風土記』の説により大化5年（649年）あるいは白雉4年（653年）と考えられているが、全国一斉に行われたものなのか、地域差があったのかについて意見が分かれている。因幡国の豪族伊福部氏に伝わる『伊福部系図』には、大化2年（646年）に初めて水依評が設置されたという記述が存在する。和気氏系図、和邇部氏系図、田島氏系図、阿蘇氏系図、金刺氏系図、尾張氏系図、千家氏系図、土方君系図に評督の記述がある。
また、従来の国造が廃止あるいはそのまま評に移行されたのか、それとも国造などの支配に属していない朝廷支配地を対象として導入されたのかについても意見が分かれている。
さらに、木簡や金石文などから評の長官を評督（ひょうとく、こおりのかみ）・次官を助督（じょとく、こおりのすけ）を置き、その下に評史（ひょうし、こおりのふひと）などの実務官がいたという考えが有力だが、これとは別に『常陸国風土記』などには評造（ひょうぞう、こおりのみやつこ）という呼称も登場する。これを評督・助督と関連づける説（前身説や総称説、助督の置かれない小規模評の長官職説など）や既存の国造と関連づける説（後身説や評督を出す国造以外の有力豪族説など）があり、統一した見解が出されていない。
なお、中国正史には、高句麗に「内評・外評」（『北史』・『隋書』）、新羅に「琢評」（『梁書』）という地方行政組織があったことが記されており、『日本書紀』継体天皇24年（530年）条にも任那に「背評（せこおり）」という地名が登場することから、新井白石・本居宣長・白鳥庫吉らは、「評」という字や「こほり（こおり）」という呼び方は古代朝鮮語に由来するという説を唱えていた。また金沢庄三郎は日本語と朝鮮語が同系であると考えて「こおり」を「大きな村」という意味の古代日本語という説を唱えている。なお、三国史記の地名一覧には「評」の地名はなく、高句麗の「忽」が「こおり」に近いと考えられている。
発掘結果から「評」と表現される地方行政組織が存在したとは確実であるが、『日本書紀』や『万葉集』では一貫して「郡」となっており「評」については一切記されていない。『日本書紀』や『万葉集』では故意に「評」を「郡」に置き換えてあることが明らかになったがその目的や理由については判っていない。
八木充は、飛鳥浄御原令で評を郡とすることが定まったが、浄御原令は一律に実施されたものではない不完全なものだったため、『万葉集』に天皇を「大王」と表記する例が見られるのと同じように、大宝律令の頃まで評表記が残ったと主張した。

## 評制の実施
「評」は、国造のクニを分割・再編しながら、大化・白雉年間（645～654年頃）に全国的に実施されたと推測されている。それまで国造や県主だったり、部民や屯倉を管理していた地方豪族のうち、有力者が評家（こおりのみやけ）を建て、評の官人（評造・評督・助督）となった。
- 宣化天皇3年（538年）、大伴磐は大伴金村の子で、任那を救援した後、甲斐国山梨評山前邑に任地（『古代豪族系図辞典』）。
- 永昌元年（689年）、那須国造で評督に任ぜられた那須直葦提の事績を息子の意志麻呂らが顕彰するために碑を建て、国宝那須国造碑として現存する。
- 藤原京（694～710年）から「上毛野国車評桃井里大贄鮎」と記された荷札として付けられた木簡が見つかっている[12]。
- 九州でも評制が施行された。「筑前国糟屋評」はのちの糟屋郡（かすやぐん、文武2年京都妙心寺鐘銘）、「衣評」は後の薩摩国頴娃郡（えいぐん、『続日本紀』文武4年六月庚辰条）か、「久須評」はのちの豊後国玖珠郡（くすぐん、大宰府政庁跡出土木簡）、「日向国久湯評」は後の児湯郡（こゆぐん、藤原京跡出土木簡）等の、後の郡と繋がる評名が知られる。「山部評」「豊評」（福岡市井尻B遺跡出土瓦）などの後の史料に現れない郡レベルの行政単位が記されたものも見つかっている。
- 評に関する最古の史料は法隆寺旧蔵金剛観音菩薩像の銘文である。その銘文中に、辛亥年（651年）笠評君大古のために造像した旨が記されている。
- 奈良県明日香村石神遺跡で平成14年（2002年）に第15次調査が行われた。7世紀後半の池状遺構や東西大溝から他の遺物とともに木簡も出土した。その木簡の中に、乙丑年（天智4年・665年）に国 - 評 - 五十戸（五十戸は「さと」と読み、「里」と同じ意味）の地方行政組織が全国に行き渡っていたことを示すものがあった。
- 藤原宮跡や出雲国庁跡出土の木簡によると、出雲評・楯縫評・大原評などの存在が知られる。『日本書紀』斉明五年（659年）に「於友郡」（おうぐん）とあるが、意宇郡の前身としての於友評のことで、評制度が7世紀半ばの早い段階に置かれていたことが分かる。
- 出雲国国庁跡と推定されている松江市大草町にある六所神社周辺の発掘で、多数の遺構・遺物とともに「大原評□磯部安□」と記された木簡が出土している。
- 奈良県明日香村の飛鳥池遺跡から出土した木簡に「吉備道中国加夜評／葦守里俵六□」と記されていた。この木簡には年紀がないが、伴出遺物から7世紀末のものと推測される。そして「加毛評柞原里」と記された木簡が出土している。山陽地方にも評里制が実施されていたことが分かる。
- 隠岐国の評については、飛鳥や藤原・平城京に送られた海産物などに付けた評・郷・里名、負担者名、物品名などの木簡が多量に発見されている。島前に知夫利（ちぶり）評・海評、島後に次（すき）評・衣地（えち）評が置かれた。
  - 知夫利評（郡）を例にとると、
    - 評制（～701年）では、知夫利評 - 由羅五十戸、三田里、
    - 郡里制（701～717年）では、知夫利郡 - 由良里、
    - 郡郷里制（717～740年）では、知夫郡 - 宇良郷 - 白浜里、由良郷、美多郷 - 美祢里、大結郷 - 前野里、安吉里、
    - 郡郷制（740～年）では、宇良郷・由良郷・美多郷・大井郷、
    - 『和名抄』では宇良郷・由良郷・三田郷

のような編成だった。
- 「加毛評柞原里」（かもひょう みはらのり）と記された木簡が奈良県飛鳥池遺跡から出土し、山陽地方にも評制や里制が実施されていたことが分かる。この評里制にやや遅れて、7世紀末には安芸国・備後国も誕生した。
- 藤原・平城の宮跡で調の貢進時に付けた木簡がたくさん出土している。そのなかに山口県の「熊毛評」と記された木簡がみつかっている[14]。
- 飛鳥池遺跡からの出土木簡に伊予国の湯評（「湯評伊波田人葛木部鳥」）・久米評・藤原宮出土木簡に宇和評（「宇和評小□代熟」）などと記されていた[15]。
- 1999年（平成11年）11月、大阪市中央区前期難波宮跡から「戊申年」（648年）の紀年銘木簡の他に「秦人国評」などの木簡が出土している。この時期に評が建て始められたと考えられる[16]。
- 699年（文武3年）、衣評督（えのこおりのかみ）衣君県らが肥人（ひひと、九州西部の島嶼部の人々）を従えて覓国使（べっこくし、南九州に令制国設置と南島路の開拓を進めるための朝廷からの使い）を剽却（ひょうきょう）する事件が起こった。このことから7世紀末には南九州に衣評という評が設定されていることが分かる[17]。
- 『播磨国風土記』「穴禾郡比治里」（しそうぐんひじのさと）の条に難波長柄豊前天皇（孝徳天皇）の御代に揖保郡と穴禾郡とを分けたとの記事がある。「郡」ではなく「評」である。また、天智天皇の庚午年（670年）や持統天皇の庚寅年（690年）に戸籍や里が整備されていったと記されている。国評里の制度が次第に整備されていったことが分かる。飛鳥池遺跡や藤原宮跡などから丹波国の多紀郡を「多貴評」、播磨国の飾磨郡を「志加麻評」、穴栗郡を「穴栗評」、神埼郡を「神前評」、揖保郡を「粒評」と記している木簡が見つかっている[18]。

## 評の一覧
木簡・文献・出土品などにおいて存在が確認できる主な評を以下にまとめる。
- 国、評、郡の名称の表記は、木簡や文献によって異なることがある。
- 国名及び郡制施行後の郡名は、概ね木簡庫（奈良文化財研究所）に因った。
- 国名に別表記が見られる場合は括弧内に示した。

| 国名                 | 評名       | 郡制施行後の郡名 | 備考                                                   | 典拠                                   |
| -------------------- | ---------- | ---------------- | ------------------------------------------------------ | -------------------------------------- |
| 大倭国（倭国）       | 所布評     | 添上郡・添下郡   |                                                        | [ 19 ]                                 |
| 大倭国（倭国）       | 忍海評     | 忍海郡           |                                                        | [ 20 ]                                 |
| 大倭国（倭国）       | 高市評     | 高市郡           |                                                        | 『富士大宮司系図』                     |
| 大倭国（倭国）       | 葛城評     | 葛上郡・葛下郡   |                                                        | 『望月系図』『神別系譜』               |
| 大倭国（倭国）       | 阿久奈弥評 |                  | 「飽波評」とも。後の平群郡飽波郷か。                   | 正倉院黄絁幡残片墨書 法隆寺幡銘        |
| 山背国               | 弟国評     | 乙訓郡           | 「乙訓評」とも。                                       | [ 22 ]                                 |
| 川内国               | 川内評     | 河内郡           |                                                        | [ 23 ]                                 |
| 川内国               | 大鳥評     | 大鳥郡           |                                                        | 東二坊坊間路西側溝出土須恵器           |
| 川内国               | 石川評     | 石川郡           |                                                        | 『皇胤志』                             |
| 川内国               | 高安評     | 高安郡           |                                                        | [ 25 ]                                 |
| 川内国               | 丹比評     | 丹比郡           |                                                        | [ 26 ]                                 |
| 川内国               | 志貴評     | 志紀郡           |                                                        | 『金剛場陀羅尼経』写経                 |
| 川内国               | 飛鳥評     | 安宿部郡         |                                                        | 鳥坂寺跡出土線刻平瓦                   |
| 津国                 | 三島上評   | 島上郡           |                                                        | 『寺井系図』                           |
| 伊賀国               | 奈波利評   | 名張郡           |                                                        | [ 28 ]                                 |
| 伊勢国               | 朝明評     | 朝明郡           | 「朝」の字は欠損。                                     | [ 29 ]                                 |
| 伊勢国               | 安怒評     | 安濃郡           |                                                        | [ 30 ]                                 |
| 伊勢国               | 飯高評     | 飯高郡           |                                                        | [ 31 ]                                 |
| 伊勢国               | 猪名部評   | 員弁郡           |                                                        | [ 32 ]                                 |
| 伊勢国               | 河曲評     | 河曲郡           | 「河」の字は欠損。                                     | [ 33 ]                                 |
| 伊勢国               | 三重評     | 三重郡           |                                                        | [ 34 ]                                 |
| 伊勢国               | 飯野評     | 飯野郡           |                                                        | 『大同本記』逸文                       |
| 伊勢国               | 多気評     | 多気郡           |                                                        | 『大同本記』逸文                       |
| 伊勢国               | 度会評     | 度会郡           |                                                        | 『大同本記』逸文                       |
| 三川国               | 青見評     | 碧海郡           |                                                        | [ 35 ]                                 |
| 三川国               | 飽海評     | 渥美郡           |                                                        | [ 36 ]                                 |
| 三川国               | 鴨評       | 賀茂郡           |                                                        | [ 37 ]                                 |
| 三川国               | 各田評     | 額田郡           |                                                        | [ 38 ]                                 |
| 三川国               | 波豆評     | 幡豆郡           |                                                        | [ 39 ]                                 |
| 三川国               | 穂評       | 宝飯郡           |                                                        | [ 40 ]                                 |
| 尾張国（尾治国）     | 海評       | 海部郡           |                                                        | [ 41 ]                                 |
| 尾張国（尾治国）     | 年魚市評   | 愛智郡           |                                                        | 『尾張宿祢田島氏系譜』                 |
| 尾張国（尾治国）     | 春部評     | 春部郡           |                                                        | [ 42 ]                                 |
| 尾張国（尾治国）     | 尓破評     | 丹羽郡           | 「尓皮評」「迩波評」とも。                             | 『鷲津系図』                           |
| 尾張国（尾治国）     | 知多評     | 智多郡           | 「知田評」とも。                                       | [ 45 ] [ 46 ]                          |
| 尾張国（尾治国）     | 羽栗評     | 葉栗郡           |                                                        | [ 42 ]                                 |
| 尾張国（尾治国）     | 山田評     | 山田郡           |                                                        | [ 47 ]                                 |
| 遠水海国             | 荒玉評     | 麁玉郡           |                                                        | [ 48 ]                                 |
| 遠水海国             | 渕評       | 敷智郡           |                                                        | [ 49 ]                                 |
| 遠水海国             | 長田評     | 長上郡           |                                                        | [ 50 ]                                 |
| 遠水海国             | 城飼評     | 城飼郡           | 「紀甲評」とも。                                       | 『土方系図』                           |
| 駿河国               | 珠流河評   | 駿河郡           |                                                        | [ 51 ]                                 |
| 伊豆国               | 鴨評       | 賀茂郡           |                                                        | [ 52 ]                                 |
| 伊豆国               | 売羅評     |                  | 那賀郡入間郷売良里か。                                 | [ 54 ]                                 |
| 甲斐国               | 山梨評     | 山梨郡           |                                                        | 『古屋家系譜』『辻家文書』             |
| 无耶志国（无射志国） | 玉評       | 多摩郡           |                                                        | 『卜部系図』                           |
| 无耶志国（无射志国） | 仲評       | 那珂郡           |                                                        | [ 55 ]                                 |
| 无耶志国（无射志国） | 横見評     | 横見郡           |                                                        | [ 56 ]                                 |
| 无耶志国（无射志国） | 大里評     | 大里郡           |                                                        | 藤原宮跡出土瓦片                       |
| 无耶志国（无射志国） | 前玉評     | 埼玉郡           | 「前」の字は一部欠損。                                 | 藤原宮跡出土瓦片                       |
| 无耶志国（无射志国） | 荏原評     | 荏原郡           |                                                        | 无射志国荏原評銘文字瓦                 |
| 上捄国               | 阿波評     | 安房郡           |                                                        | [ 59 ]                                 |
| 上捄国               | 馬来田評   | 望陀郡           |                                                        | [ 60 ]                                 |
| 下捄国               | 印波評     | 印旛郡           |                                                        | 『印波国造系図』『門山家系図』         |
| 常陸国               | 石城評     | 石城郡           |                                                        | 『常陸国風土記』                       |
| 近淡海国             | 浅井評     | 浅井郡           | 「阿佐為評」とも。                                     | [ 61 ] [ 62 ]                          |
| 近淡海国             | 伊香評     | 伊香郡           |                                                        | [ 63 ]                                 |
| 近淡海国             | 衣知評     | 愛智郡           |                                                        | [ 64 ]                                 |
| 近淡海国             | 栗太評     | 栗太郡           |                                                        | 『小槻宿祢系図』                       |
| 近淡海国             | 坂田評     | 坂田郡           |                                                        | [ 65 ]                                 |
| 近淡海国             | 安評       | 野洲郡           |                                                        | [ 66 ]                                 |
| 三野国               | 厚見評     | 厚見郡           |                                                        | [ 67 ]                                 |
| 三野国               | 安八麻評   | 安八郡           |                                                        | [ 68 ]                                 |
| 三野国               | 刀支評     | 土岐郡           |                                                        | [ 69 ]                                 |
| 三野国               | 大野評     | 大野郡           |                                                        | [ 70 ]                                 |
| 三野国               | 各牟評     | 各務郡           |                                                        | [ 71 ]                                 |
| 三野国               | 加尓評     | 可児郡           |                                                        | [ 72 ]                                 |
| 三野国               | 加毛評     | 賀茂郡           |                                                        | [ 73 ]                                 |
| 三野国               | 不破評     | 不破郡           |                                                        | [ 74 ]                                 |
| 三野国               | ム下評     | 武芸郡           | 「ム」は「牟」の異体字。                               | [ 75 ]                                 |
| 三野国               | 山方評     | 山県郡           |                                                        | [ 76 ]                                 |
| 科野国               | 伊那評     | 伊那郡           | 「伊奈評」とも。                                       | [ 77 ] [ 78 ]                          |
| 科野国               | 諏訪評     | 諏訪郡           |                                                        | 『金刺氏系図』                         |
| 上毛野国             | 車評       | 群馬郡           |                                                        | [ 79 ]                                 |
| 上毛野国             | 大荒城評   | 邑楽郡           | 飛騨国荒城郡との説あり。                               | [ 80 ]                                 |
| 上毛野国             | 碓日評     | 碓氷郡           |                                                        | [ 81 ]                                 |
| 上毛野国             | 佐位評     | 佐位郡           | 「佐為評」とも。                                       | 『上毛野佐位朝臣姓生形家系』           |
| 下毛野国             | 芳宜評     | 芳賀郡           |                                                        | [ 83 ]                                 |
| 下毛野国             | 奈須評     | 那須郡           |                                                        | [ 84 ]                                 |
| 若狭国               | 三方評     | 三方郡           | 「三形評」とも。                                       | [ 85 ] [ 86 ]                          |
| 若狭国               | 小丹評     | 遠敷郡           |                                                        | [ 87 ]                                 |
| 越国（高志国）       | 与野評     | 江沼郡           |                                                        | 那谷金比羅山窯跡群出土須恵器平瓶刻書銘 |
| 越国（高志国）       | 利波評     | 砺波郡           | 「利浪評」とも。                                       | 『越中石黒系図』                       |
| 越国（高志国）       | 新川評     | 新川郡           |                                                        | [ 90 ]                                 |
| 越国（高志国）       | 入評       | 丹生郡           |                                                        | [ 91 ]                                 |
| 旦波国               | 伊看我評   | 何鹿郡           |                                                        | [ 92 ]                                 |
| 旦波国               | 竹野評     | 竹野郡           |                                                        | [ 93 ]                                 |
| 旦波国               | 加佐評     | 加佐郡           |                                                        | [ 94 ]                                 |
| 旦波国               | 熊野評     | 熊野郡           |                                                        | [ 95 ]                                 |
| 旦波国               | 与射評     | 与謝郡           |                                                        | [ 96 ]                                 |
| 旦波国               | 多貴評     | 多紀郡           |                                                        | [ 97 ]                                 |
| 但馬国               | 二方評     | 二方郡           |                                                        | [ 98 ]                                 |
| 因幡国               | 水依評     | 法美郡・邑美郡   | 後に高草評を分割。                                     | 『因幡国伊福部臣古志』                 |
| 因幡国               | 高草評     | 高草郡           |                                                        | [ 99 ]                                 |
| 波伯吉国             | 川村評     | 河村郡           |                                                        | [ 100 ]                                |
| 出雲国               | 出雲評     | 出雲郡           |                                                        | [ 101 ]                                |
| 出雲国               | 楯縫評     | 楯縫郡           |                                                        | [ 102 ]                                |
| 出雲国               | 大原評     | 大原郡           |                                                        | [ 103 ]                                |
| 出雲国               | 神門評     | 神門郡           | 木簡は一部欠損。                                       | [ 104 ]                                |
| 隠岐国               | 依地評     | 隠地郡           |                                                        | [ 105 ]                                |
| 隠岐国               | 次評       | 周吉郡           |                                                        | [ 106 ]                                |
| 隠岐国               | 海評       | 海部郡           |                                                        | [ 107 ]                                |
| 隠岐国               | 知夫利評   | 知夫郡           |                                                        | [ 108 ]                                |
| 播磨国               | 粒評       | 揖保郡           |                                                        | [ 109 ]                                |
| 播磨国               | 神前評     | 神埼郡           |                                                        | [ 110 ]                                |
| 播磨国               | 宍粟評     | 宍粟郡           |                                                        | [ 111 ]                                |
| 播磨国               | 志加麻評   | 飾磨郡           |                                                        | [ 112 ]                                |
| 播磨国               | 佐由評     | 佐用郡           |                                                        | [ 113 ]                                |
| 播磨国               | 加毛評     | 賀茂郡           |                                                        | [ 114 ]                                |
| 備前国               | 大伯評     | 邑久郡           |                                                        | [ 115 ]                                |
| 吉備道中国           | 賀賜評     | 賀夜郡           | 「加夜評」とも。                                       | [ 116 ] [ 117 ]                        |
| 吉備道中国           | 浅口評     | 浅口郡           |                                                        | [ 118 ]                                |
| 吉備道中国           | 小田評     | 小田郡           |                                                        | [ 119 ]                                |
| 吉備道中国           | 下道評     | 下道郡           |                                                        | [ 120 ]                                |
| 吉備道中国           | 後木評     | 後月郡           |                                                        | [ 121 ]                                |
| 備後国               | 神石評     | 神石郡           |                                                        | [ 122 ]                                |
| 周方国               | 佐波評     | 佐波郡           |                                                        | [ 123 ]                                |
| 周方国               | 熊毛評     | 熊毛郡           | 大隅国熊毛郡の可能性あり。                             | [ 124 ]                                |
| 讃岐国               | 多土評     | 多度郡           |                                                        | [ 125 ]                                |
| 紀伊国               | 氷高評     | 日高郡           |                                                        | 『続日本紀』                           |
| 阿波国               | 板野評     | 板野郡           |                                                        | [ 126 ]                                |
| 阿波国               | 長評       | 那賀郡           |                                                        | [ 127 ]                                |
| 阿波国               | 三間評     | 美馬郡           |                                                        | [ 128 ]                                |
| 阿波国               | 麻殖評     | 麻殖郡           |                                                        | [ 129 ]                                |
| 伊予国（伊余国）     | 宇和評     | 宇和郡           | 「汙和評」とも。                                       | [ 130 ] [ 131 ]                        |
| 伊予国（伊余国）     | 風早評     | 風早郡           |                                                        | [ 132 ]                                |
| 伊予国（伊余国）     | 久米評     | 久米郡           |                                                        | [ 133 ]                                |
| 伊予国（伊余国）     | 湯評       | 温泉郡           |                                                        | [ 134 ]                                |
| 伊予国（伊余国）     | 小市評     | 越智郡           | 「小千評」とも。                                       | 『河野家譜』                           |
| 伊予国（伊余国）     | 馬評       | 宇摩郡           | 駅評と同義という説あり。                               | 岡山県立博物館所蔵須恵器               |
| 竺志前国             | 嶋評       | 志麻郡           |                                                        | [ 136 ]                                |
| 竺志前国             | 糟屋評     | 糟屋郡           |                                                        | 京都妙心寺鐘銘                         |
| 竺志前国             | 夜津評     | 夜須郡           |                                                        | [ 138 ]                                |
| 豊後国               | 久須評     | 球珠郡           |                                                        | [ 139 ]                                |
| 日向国               | 久湯評     | 児湯郡           |                                                        | [ 140 ]                                |
| 日向国               | 衣評       | 頴娃郡           |                                                        | 『続日本紀』                           |
| 肥後国               | 阿蘇評     | 阿蘇郡           |                                                        | 『阿蘇氏系図』                         |
| 所属国不明           | 笠評       |                  | 丹後国加佐郡もしくは備中国の笠国造に関連か。           | 法隆寺旧蔵弥勒菩薩像銘                 |
| 所属国不明           | 三野評     |                  | 讃岐国三野郡・石見国美濃郡・備前国御野郡が候補となる。 | [ 142 ]                                |
| 所属国不明           | 山部評     |                  |                                                        | 福岡市井尻B遺跡出土瓦                  |
| 所属国不明           | 豊評       |                  |                                                        | 福岡市井尻B遺跡出土瓦                  |
| 所属国不明           | 大評       |                  |                                                        | [ 144 ]                                |
| 所属国不明           | 駅評       |                  | 駅家の前身を指すか。                                   | [ 145 ]                                |